# Décès en mai 2008
Décès
- 2004
- 2005
- 2006
- 2007
- 2008
- 2009
- 2010
- 2011
- 2012

Pour une information complémentaire, voir la page d'aide.

| Date    | Nom                             | Activités                                                                                    | Âge | Source  |
| ------- | ------------------------------- | -------------------------------------------------------------------------------------------- | --- | ------- |
| 1er mai | Paulo Amaral                    | joueur puis entraîneur de football brésilien.                                                | 84  | (it)    |
| 1er mai | Bernard Archard                 | acteur et metteur en scène anglais.                                                          | 91  | (en)    |
| 1er mai | Philipp Freiherr von Boeselager | dernier survivant de l'attentat manqué des officiers contre Adolf Hitler le 20 juillet 1944. | 90  |         |
| 1er mai | Frédéric H. Fajardie            | écrivain français                                                                            | 60  |         |
| 1er mai | Anthony Mamo                    | homme politique maltais. Il fut le premier président de Malte, de 1974 à 1976.               | 99  | (en)    |
| 1er mai | Deborah Jeane Palfrey           | propriétaire d'une agence d'escortes                                                         | 52  |         |
| 1er mai | Hong Sung-won                   | écrivain sud-coréen                                                                          | 70  |         |
| 2 mai   | Dominic Dim Deng (en)           | ministre de la défense du gouvernement régional semi-autonome du Soudan-Sud                  | 50  |         |
| 2 mai   | Guy Fougier                     | ancien préfet de police de Paris (1983-1986)                                                 | 76  |         |
| 2 mai   | Mildred Loving                  | « mère des mariages interraciaux » aux États-Unis                                            | 68  |         |
| 3 mai   | Lucien Bigard                   | fondateur du groupe Bigard                                                                   | 83  |         |
| 3 mai   | Leopoldo Calvo-Sotelo           | homme politique espagnol                                                                     | 82  | (es)    |
| 4 mai   | Charles Caccia (en)             | homme politique canadien. Ancien ministre.                                                   | 78  |         |
| 4 mai   | Albert Chubac                   | peintre et sculpteur suisse                                                                  | 82  |         |
| 4 mai   | Lionel Le Falher                | peintre français                                                                             | 51  |         |
| 4 mai   | Colin Murdoch                   | vétérinaire néo-zélandais inventeur du fusil hypodermique                                    | 79  |         |
| 5 mai   | Lucien Jeunesse                 | animateur de radio français.                                                                 | 89  |         |
| 5 mai   | Éliane Manchet                  | soprano française                                                                            | 70  |         |
| 5 mai   | Witold Woyda                    | escrimeur polonais.                                                                          | 69  | (pl)    |
| 6 mai   | Omar Farah Iltireh              | homme politique du Territoire français des Afars et des Issas.                               | 75  |         |
| 8 mai   | Jacques Favre                   | footballeur et entraîneur de football français.                                              | 87  |         |
| 8 mai   | Murray Jarvik                   | co-inventeur américain du Arrêt du tabagisme                                                 | 84  |         |
| 8 mai   | Larry Levine (en)               | ingénieur du son américain. Créateur, avec le producteur Phil Spector, du Wall Of Sound.     | 80  |         |
| 8 mai   | Jef Van der Linden              | footballeur belge                                                                            | 80  | (nl)    |
| 8 mai   | François Sterchele              | footballeur belge                                                                            | 26  |         |
| 9 mai   | Leyla Gencer                    | soprano turque                                                                               | 79  |         |
| 9 mai   | Nuala O'Faolain                 | auteur irlandaise                                                                            | 68  |         |
| 9 mai   | Pascal Sevran                   | Animateur, producteur de télévision, parolier et écrivain français.                          | 62  |         |
| 10 mai  | Paul Haeberlin                  | chef cuisinier                                                                               | 84  |         |
| 10 mai  | Jessica Jacobs                  | Actrice de séries télévisées australienne.                                                   | 17  | (en)    |
| 11 mai  | Bruno Neves                     | cycliste portugais                                                                           | 26  |         |
| 11 mai  | René Raphy                      | footballeur français.                                                                        | 86  |         |
| 11 mai  | John Rutsey                     | premier batteur du groupe canadien Rush                                                      | 55  |         |
| 12 mai  | Simion Pop                      | Le premier ambassadeur roumain en Hongrie après la révolution roumaine de 1989               | 77  |         |
| 12 mai  | Robert Rauschenberg             | artiste plasticien américain                                                                 | 82  |         |
| 12 mai  | Jacques Rouleau                 | compagnon de la Libération                                                                   | 85  |         |
| 12 mai  | Irena Sendlerowa                | Résistante polonaise.                                                                        | 98  | (en)    |
| 13 mai  | Bernardin Gantin                | cardinal béninois, doyen émérite du collège cardinalice                                      | 86  |         |
| 13 mai  | Ferdinand Moschenross           | homme politique français                                                                     | 78  |         |
| 13 mai  | John Phillip Law                | Acteur américain.                                                                            | 70  | (en)    |
| 13 mai  | Cheikh Saad                     | premier ministre (1978-2003) puis émir (2006) du Koweït                                      | 78  |         |
| 14 mai  | Max Amphoux                     | éditeur et producteur musical français. Ancien vice-président de l’IRMA (1996-1999).         | 66  |         |
| 14 mai  | Arthur Burks (en)               | mathématicien américain. Un des pères de l’ENIAC.                                            | 92  |         |
| 14 mai  | John Forbes-Robertson           | acteur britannique.                                                                          | 80  |         |
| 15 mai  | Tommy Burns                     | footballeur international écossais                                                           | 51  |         |
| 15 mai  | David Lau Chi-wing              | hongkongais - ancien acteur populaire à la télévision hongkongaise devenu politicien         | 57  |         |
| 15 mai  | Alexander Courage               | compositeur américain (Star Trek)                                                            | 88  | (angl.) |
| 15 mai  | Jean Dubreuil                   | peintre français                                                                             | 87  |         |
| 15 mai  | Willis Eugene Lamb              | physicien américain - prix Nobel de physique (1955)                                          | 94  |         |
| 15 mai  | Claude Théberge                 | peintre québécois                                                                            | 73  |         |
| 16 mai  | Robert Mondavi                  | viticulteur et homme d’affaires américain                                                    | 94  | (en.)   |
| 18 mai  | Pietro Cascella                 | sculpteur italien                                                                            | 87  | (it.)   |
| 18 mai  | Joseph Pevney                   | acteur et réalisateur américain                                                              | 96  |         |
| 19 mai  | Ryszard Kulesza                 | Footballeur puis entraîneur polonais.                                                        | 76  | (pl)    |
| 20 mai  | Jeff Bodart                     | chanteur belge                                                                               | 43  |         |
| 20 mai  | Hamilton Jordan                 | ancien secrétaire général de la Maison Blanche (1979-1980)                                   | 63  |         |
| 21 mai  | Gilberte Thirion                | pilote automobile belge. Vainqueur du premier Tour de Corse en 1956.                         | 80  |         |
| 23 mai  | Cornell Capa                    | photographe américain. Frère cadet de Robert Capa.                                           | 90  |         |
| 23 mai  | Heinrich Kwiatkowski            | footballeur allemand                                                                         | 81  |         |
| 23 mai  | Mohamed Salem                   | footballeur franco-algérien.                                                                 | 67  |         |
| 24 mai  | Dick Martin                     | acteur, réalisateur et producteur américain                                                  | 86  | (en)    |
| 24 mai  | Lionel Dreksler                 | directeur général du POPB, ancien dirigeant du PSG                                           | 51  |         |
| 24 mai  | Rob Knox                        | Acteur britannique, au générique du film Harry Potter et le Prince de sang-mêlé              | 18  |         |
| 24 mai  | Isaac Lipschits                 | politologue et historien néerlandais                                                         | 77  |         |
| 24 mai  | Jimmy McGriff                   | organiste de jazz américain                                                                  | 72  |         |
| 25 mai  | Guy Braibant                    | juriste français spécialiste de droit administratif                                          | 80  |         |
| 25 mai  | Ítalo Luder                     | avocat et homme politique argentin                                                           | 91  | (en)    |
| 25 mai  | Clémentine Solignac             | doyenne des Français                                                                         | 113 |         |
| 26 mai  | Giuseppe Buratti                | coureur cycliste italien                                                                     | 78  |         |
| 26 mai  | Christine Fersen                | doyenne de la Comédie-Française                                                              | 64  |         |
| 26 mai  | Sydney Pollack                  | Réalisateur, acteur et producteur américain                                                  | 73  | (en)    |
| 26 mai  | Daniel Van Ryckeghem            | coureur cycliste belge                                                                       | 62  |         |
| 27 mai  | Franz Künstler                  | dernier combattant autrichien de la grande guerre                                            | 107 |         |
| 27 mai  | Piergiuseppe Scardigli          | médiéviste et germaniste italien                                                             | 74  |         |
| 29 mai  | Paul Barrière                   | Ancien président de la Fédération française de rugby à XIII                                  | 88  |         |
| 29 mai  | Luc Bourdon                     | Joueur de hockey sur glace, défenseur des Canucks de Vancouver                               | 21  |         |
| 29 mai  | Pierre Fougeyrollas             | Philosophe français                                                                          | 85  |         |
| 29 mai  | Harvey Korman                   | Acteur, réalisateur, humoriste producteur américain.                                         | 81  | (en)    |
| 29 mai  | Ricardo Neumann                 | footballeur argentin                                                                         | 61  |         |
| 30 mai  | Auguste Legros                  | ancien maire de Saint-Denis de La Réunion (1969-1989)                                        | 85  |         |